# ウルキサ将軍鉄道
ウルキサ将軍鉄道（ウルキサしょうぐんてつどう、スペイン語: Ferrocarril General Urquiza、FCGU）は、アルゼンチンの将軍で政治家であるフスト・ホセ・デ・ウルキサにちなんで名付けられた標準軌鉄道である。ブエノスアイレスからポサーダスまで北上し、その途中にはいくつかの支線が存在する。1948年のフアン・ペロン大統領による鉄道国有化により、6つの国営鉄道会社の1つとして設立された鉄道で、これらの会社は後に旧アルゼンチン国鉄によって管理され、その後1991年のカルロス・メネム大統領の時代に民営化されたが、クリスティーナ・キルチネル大統領時代の2015年に新アルゼンチン国鉄が設立され再国有化された。
この鉄道は、イギリス資本のエントレ・リオス鉄道や北東アルゼンチン鉄道を統合したもので、フェデリコ・ラクロセ駅から北東へブエノスアイレス州、エントレ・リオス州、コリエンテス州、ミシオネス州を経由している。
再国有化後、ウルキサ将軍鉄道はアルゼンチン国鉄の標準軌鉄道網およびその運行サービスを指す名前として使われており、かつての国営鉄道会社を指すものではない。

## 歴史

### 背景

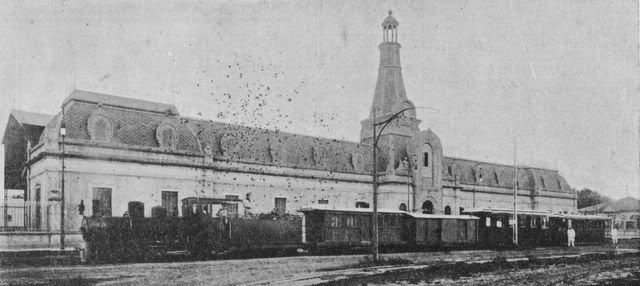
コリエンテス駅、コリエンテス経済鉄道の終着駅。

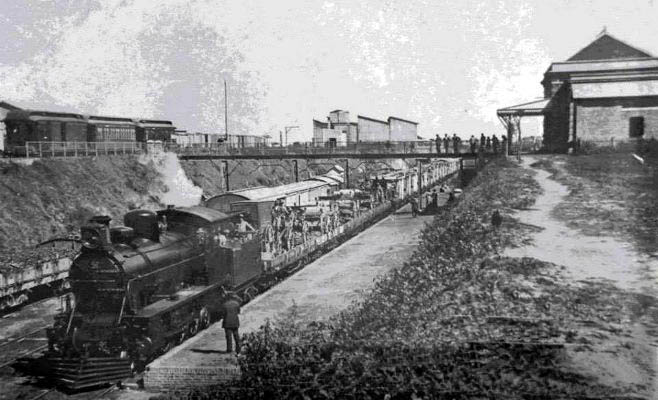
1914年のサラテ駅の列車。

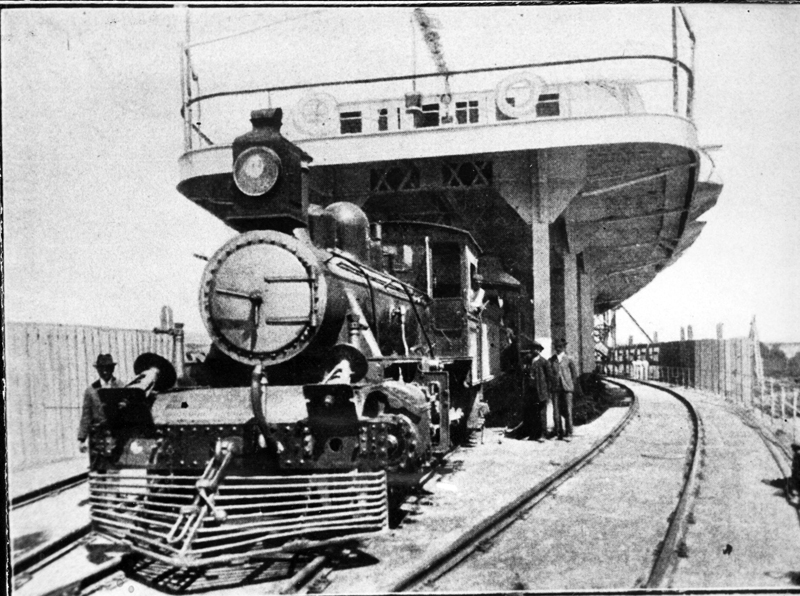
蒸気機関車がパラナ川のフェリーで運ばれる様子（1920年頃）。

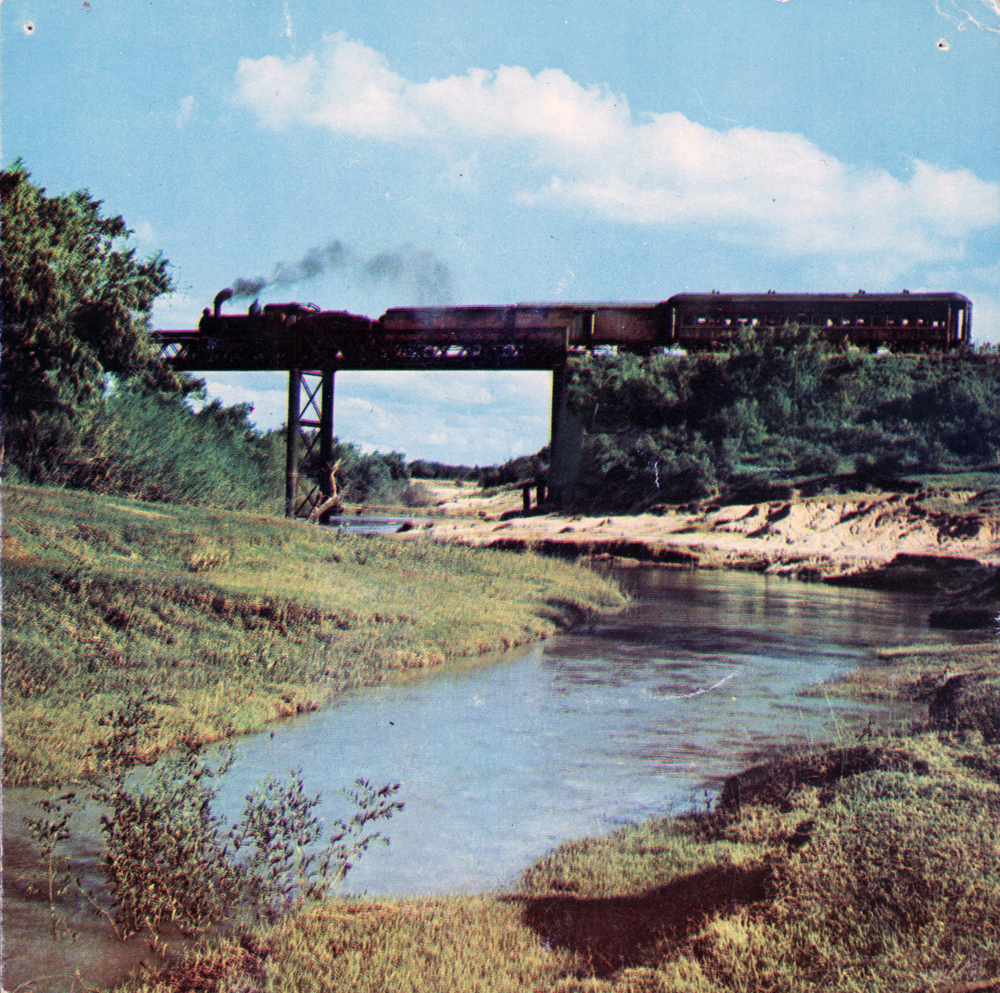
ヴィジャグアイ付近の橋を渡る蒸気機関車（1950年頃）。

現在のウルキサ鉄道の最初の区間は、エントレ・リオス州のグアレグアイとプエルト・ルイス間の10kmで、1866年に中央エントレ・リオス鉄道として開業した。1887年には、パラナからコンセプシオン・デル・ウルグアイまでの線路が完成し、支線がヴィジャグアイ、グアレグアイチュ、ヴィクトリアに接続された。その後、1892年にこの鉄道はイギリス資本のエントレ・リオス鉄道に買収された。
1873年、イギリス資本の東アルゼンチン鉄道がコンコルディアとメルセデスを結ぶ路線を開通させ、初めてエントレ・リオス州外のコリエンテス州へとサービスを拡張した。1886年11月、アルゼンチン国会は、この路線をモンテ・カセロスからポサーダスへの路線によりミシオネス州まで延長することを承認した。1898年に東アルゼンチン鉄道はモンテ・カセロス - ポサーダス間のの路線を1890年に開通させた北東アルゼンチン鉄道に買収された。
また、アルゼンチンの企業家フェデリコ・ラクロセが率いる中央ブエノスアイレス鉄道が、1888年にブエノスアイレスからピラールまでの標準軌路線を開通させ、同年にサラテまで延伸された。1906年にはエントレ・リオス州まで路線が延伸され、アルゼンチンとイギリスの鉄道会社との間で交通共有協定が結ばれ、コリエンテス州とミシオネス州が鉄道でブエノスアイレスと初めて結ばれることとなった。当初はパラナ川を渡るのに鉄道フェリーを使用していたが、後に橋と高架橋が建設された。
1913年までに、ポサーダスとエンカルナシオンを結ぶ鉄道フェリーが運行を開始し、これによりアルゼンチンの鉄道がパラグアイの鉄道およびアスンシオンと連結された。

### 国有化
1948年、アルゼンチンの鉄道国有化により、これらの標準軌路線はすべて「ウルキサ将軍鉄道」としてまとめられ、後に旧アルゼンチン国鉄の6つの部門の1つとなった。
1948年の国有化後、次の標準軌鉄道会社がウルキサ鉄道ネットワークに組み込まれた：
- エントレ・リオス鉄道
- 北東アルゼンチン鉄道
- 中央ブエノスアイレス鉄道
- コリエンテス経済鉄道（英語版）

## 主な列車
- エル・グラン・カピタン：かつてブエノスアイレスとポサーダスを結んだ長距離列車。
- ポサーダス＝エンカルナシオン国際列車（英語版）：ポサーダスとエンカルナシオン（パラグアイ）を結ぶ国際列車。
- トレン・デ・ロス・プエブロス・リブレス（英語版）：ピラールからコンコルディアを経由してウルグアイのパソ・デ・ロス・トロス（英語版）を結んでいた国際列車。